# 亞洲大學現代美術館
亞洲大學附屬現代美術館（簡稱亞大現代美術館或亞美館）是一座位於臺灣臺中市亞洲大學的現代主義美術館，於2013年10月24日啟用。為日本建築師安藤忠雄在臺灣的第一座建築設計作品和其第一座校園美術館設計，建築主體由清水混凝土與帷幕牆構成，室內面積1,244坪，戶外場域6,000坪，建築主要以正三角形為基本元素，是一棟由三個正三角形組成的建築物。

## 沿革

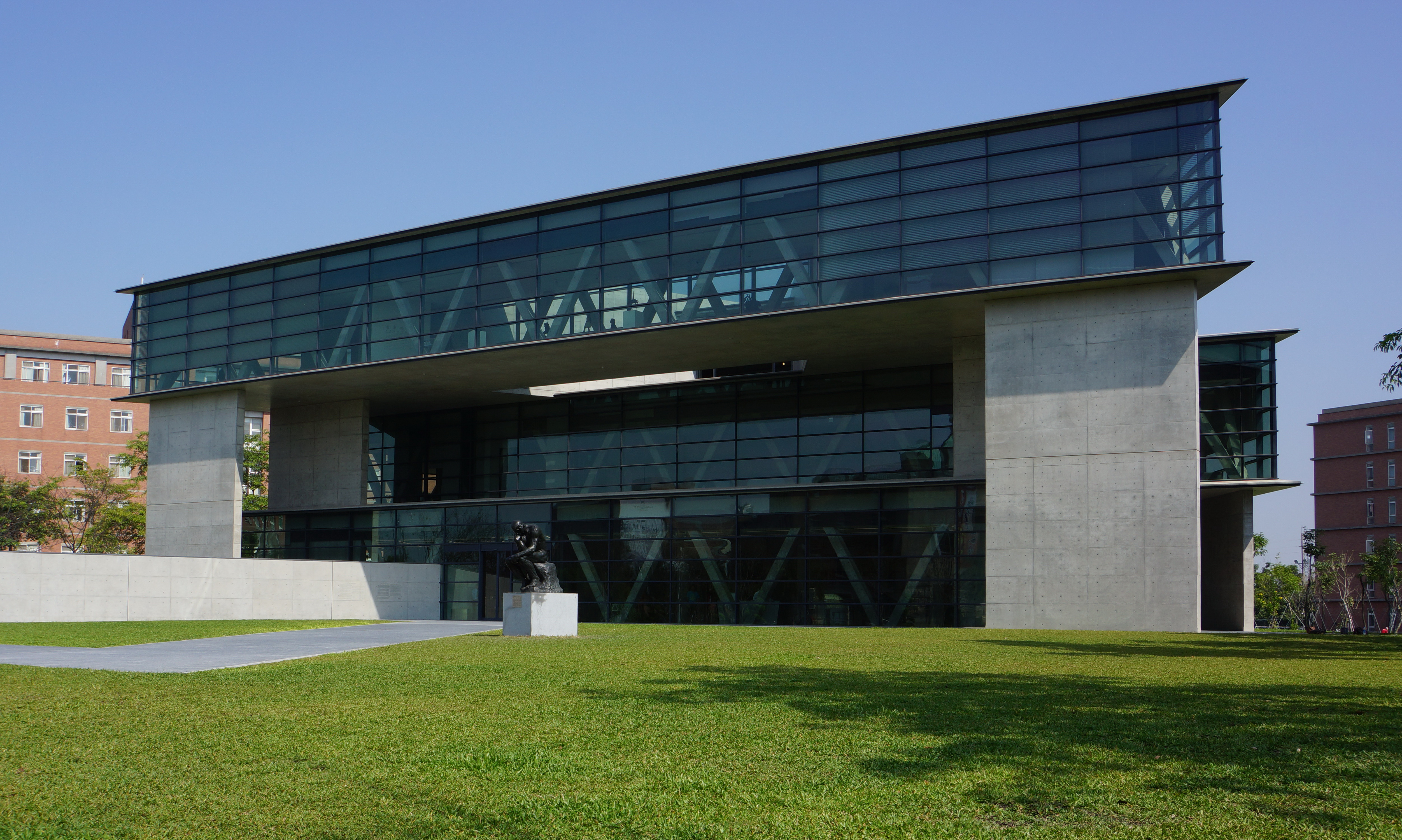
亞洲大學現代美術館正面入口與館外的沉思者塑像

- 2007年8月6日，安藤忠雄同意為亞洲大學設計藝術館，並在大阪安藤事務所接待亞洲大學創辦人蔡長海討論設計方案。
- 2007年12月28日，亞洲大學購入羅丹親翻大型雕塑作品：「沉思者」，作為未來藝術館鎮館之寶。
- 2008年12月22日，亞洲大學藝術館入選「2008台灣十大視覺藝術新聞」，安藤忠雄來臺發表亞洲大學藝術館設計概念。
- 2011年1月24日，亞洲大學藝術館舉行動土典禮，由安藤忠雄、時任副總統蕭萬長、臺中市長胡志強及亞洲大學創辦人蔡長海、校長蔡進發等人，偕同時任教育部高教司司長何卓飛、遠見雜誌高希均教授、由鉅建設董事長林嘉琪、亞洲大學教職員生等人進行動土儀式。[1][2][3][4]
- 2013年9月4日，亞洲大學藝術館為配合短中長期之典藏與展覽計畫，正式定名為「亞洲大學現代美術館」，簡稱「亞美館」，英文簡稱Asia Modern。
- 2013年10月24日，亞洲大學現代美術館開幕，由時任中華民國總統馬英九、時任台中市長胡志強、林吳瓊微（亞洲大學林增連共同創辦人遺孀）、校長蔡進發、館長劉育東暨750位人士的參與下正式開幕，開幕特展「創世紀─羅丹與亨利摩爾」同時開展。[5][6][7][8]
- 2022年10月20日，亞洲大學現代美術館通過私立博物館認證，成為臺中市繼霧峰林家花園林獻堂博物館之後，第二座通過博物館法認證的私立博物館。[9][10][11]
- 2023年1月1日，亞洲大學現代美術館改隸為亞洲大學附屬機構，更名為「亞洲大學附屬現代美術館」。

## 歷任館長
| 姓名   | 就職時間      | 卸任時間      | 備註             |
| ------ | ------------- | ------------- | ---------------- |
| 李玉玲 | 2024年12月3日 | （現任）      | 前高美館館長     |
| 潘襎   | 2021年2月1日  | 2024年7月31日 |                  |
| 翁淑英 | 2020年2月1日  | 2021年1月31日 |                  |
| 李梅齡 | 2014年8月1日  | 2020年1月31日 |                  |
| 劉育東 | 2013年8月1日  | 2014年7月31日 | 亞洲大學講座教授 |

## 交通資訊
公車站牌：亞洲大學安藤館
臺中市市區公車
- 108（港尾－南開科技大學）
- 151（臺中市議會－朝陽科技大學）
- 200（新民高中－亞洲大學）
- 243（東山高中－亞洲大學）
- 282（桐林－亞洲大學）
- 6322（臺中－南崗－水里）

## 參觀資訊
- 開放時間：週二到週日 ：09:30 ~ 17:00 (16:30 停止當日售票、停止入場)，每週一、除夕及初一休館
- 館區設施：9間展覽室（二樓3間、三樓6間）、會議室、禮品區、咖啡區
- 票價資訊
  - 全票250元：一般民眾
  - 優待票220元：軍警人員、學生、霧峰地區居民、12歲以下兒童
  - 團體票200元：10人以上(含)團體/每人
  - 入場券100元：65歲以上長者、中彰投國小學生及教師團體、霧峰地區居民、霧峰區內在學學生、南柳里里民之陪同親友（須出示相關證件）
  - 免費票：3歲以下(含)兒童、身心障礙人士(含一位陪同者)、南柳里里民（須出示相關證件）、亞洲大學暨附屬機構教職員生每月免費日
- 導覽資訊
  - 定時導覽：週二至週日每天兩場，上午10:30-11:30、下午14:30-15:30
  - 導覽子母機：每副20元租借，15人以上團體必須使用
  - 團體導覽：於二週前至館方「導覽線上預約」完成申請，每團限定30-50人，提供免費導覽服務

## 展覽歷史
| 展覽名稱                                                 | 展覽時間                | 展品作者 |
| -------------------------------------------------------- | ----------------------- | --- |
| 時間的雅歌 The Song of Time                              | 2025-04-19~2025-10-19   | 葉子奇 |
| 元氣 • 淋漓 — 人間90莊喆特展                             | 2024-10-26~2025-04-06   | 莊喆 |
| 王懷慶：五十年創作精選展                                 | 2024-03-24~2024-10-13   | 王懷慶 |
| 變身-身體．觀看．權力特展                                | 2023-10-25 ~ 2024-03-10 | 郭柏川、李梅樹、李石樵、陳德旺、洪瑞麟、丁雄泉、席德進、陳景容、陳輝東、黃志超、李小鏡、楊茂林、吳天章、林珮淳、侯淑姿、劉世芬、林欽賢、洪東祿、何孟娟、羅展鵬 |
| 身體跨越-竇加．羅丹．阿曼雕塑展」                        | 2023-10-25 ~ 2024-03-10 | 竇加、羅丹、阿曼 |
| 阿罩霧神遊天地-藝術．科技展                              | 2023-05-13 ~ 2023-10-15 | |
| 台灣水彩畫的非具象派-蕭如松百年冥誕紀念巡迴展            | 2022-12-09 ~ 2023-04-16 | 蕭如松 |
| 地球．脈動中 生態與藝術特展                              | 2022-07-30 ~ 2022-11-20 | 李蕢至、江賢二、黃銘昌、楊恩生、葉子奇 |
| 「尋找台灣的色彩」前輩畫家眼中的台灣                     | 2022-02-02 ~ 2022-06-05 | 林玉山、顏水龍、郭柏川、郭雪湖、廖繼春、劉啟祥、陳澄波、林之助、馬白水、楊三郎、張啟華、李梅樹 |
| 「老虎不老，福虎生風」2022史博虎年特展在亞大             | 2022-02-02 ~ 2022-06-05 | 呂佛庭、劉明燈、林燕、朱一雄、鄧龔雲章、林智信、黃歌川、林玉山、魏篤生、甘國寶、溥心畬、歐豪年、陳榮德、陳雋甫、廖俊穆、陳逸、池伯成 |
| 勁筆野色–丁衍鏞回顧展                                    | 2021-04-03 ~ 2021-10-03 | 丁衍鏞 |
| 引藝領潮-1947．鼓亭莊聯展                                | 2020-10-31 ~ 2021-03-21 | 楊英風、李再鈐、廖繼春、李石樵、孫多慈、朱德群、郭東榮、劉國松、李芳枝、陳景容、鄭瓊娟、顧福生、莊喆、韓湘寧、謝里法、馬白水、席德進、李焜培、楊恩生、林玉山、陳慧坤、袁旃、詹前裕、黃君璧、溥心畬、趙春翔、鄭善禧、董陽孜、廖修平、林磐聳、王秀雄、王家誠、傅申、王哲雄、李長俊、呂清夫、楊興生、白景瑞 |
| 藝識流淌                                                 | 2020-04-18 ~ 2020-10-18 | 袁旃、李重重、張淑芬、陳張莉、賴純純、薛保瑕、郭思敏、安聖惠、于一蘭、梁慧圭、塩田千春、彭薇、何采柔、廖祈羽 |
| 劇．場人生：從寫實主義到新寫實主義                       | 2019-11-02 ~ 2020-03-29 | 竇加、羅丹、阿曼、妮基・桑法勒、卡蜜兒・克勞岱爾、凱薩・巴爾達其尼、伊夫・克萊因、周春芽、王建揚、黃沛瀅 |
| 點．線密碼：草間彌生 / 陳金龍                            | 2019-07-21 ~ 2019-10-20 | 草間彌生、陳金龍 |
| 遠方的行星：趙春翔藝術展                                 | 2019-04-12 ~ 2019-07-07 | 趙春翔 |
| 花語花博                                                 | 2018-10-06 ~ 2019-04-07 | |
| 蔣勳．美學．創作教育：1983大度山聯展                     | 2018-03-30 ~ 2018-09-23 | 蔣勳、李貞慧、曾永玲、陳偉毅、魯漢平、連明仁、林季鋒、林麗玲、魏禎宏、陳念慈、王怡然、林瓊瑛、許志強、董承濂、黨若洪、蔡舜任 |
| 天圓地方-董承濂個展                                      | 2018-01-27 ~ 2018-03-25 | 董承濂 |
| 關鍵斡旋：2017亞洲藝術雙年展                             | 2017-09-30 ~ 2018-02-25 | |
| 《無極之美》：趙無極回顧展                               | 2017-09-16 ~ 2018-03-18 | 趙無極 |
| 飛閱台灣-齊柏林紀念攝影展                                | 2017-07-28 ~ 2017-08-13 | 齊柏林 |
| 美的覺醒 Aestheticism Awakens                            | 2017-02-18 ~ 2017-09-01 | 劉錦堂、陳庭詩、林之助、陳夏雨、陳其茂、林壽宇、陳幸婉 |
| 可醫可藝 Medication Meditation                           | 2016-08-02 ~ 2017-02-12 | 林媽利、蔡克信、妮基・桑法勒、艾倫・德梅茲、紀嘉華、陳慧嶠、劉世芬、尼可拉斯・斯德門 |
| 大破大立 Breaking Free                                   | 2016-02-06 ~ 2016-07-28 | 江賢二、Bill Viola、Armand Fernandez、阿信 |
| 青春無限 Forever Young                                   | 2015-08-08 ~ 2016-01-31 | 董承濂、蔡佳葳、奈良美智、李洪波 |
| 日本北九州市立美術館借展《馬奈夫婦》與莫泊桑小說系列版畫 | 2015-06-06 ~ 2015-08-02 | 竇加、馬奈、莫泊桑 |
| 凝視繁華的孤寂者                                         | 2014-10-24 ~ 2015-08-02 | 竇加 |
| 克林姆與新藝術 世紀末的華麗與頹廢                        | 2014-05-24 ~ 2014-10-05 | 克林姆、席勒、科克西卡 |
| 海豚上的娜娜                                             | 2014-05-08 ~ (常設)     | 妮基・桑法勒 |
| 抽象世代：朱德群、林壽宇、劉國松、蕭勤                   | 2014-03-18 ~ 2014-08-03 | 朱德群、林壽宇、劉國松、蕭勤 |
| 魔幻雕塑大師-伊其理與阿曼的異想世界                      | 2014-03-11 ~ 2014-10-05 | 伊其理、阿曼 |
| 巨匠名作 余承堯 山水                                     | 2013-11-25 ~ 2014-02-24 | 余承堯 |
| 3 x 3 x 3–建築合奏的共鳴                                 | 2013-10-24 ~ (常設)     | 安藤忠雄 |
| 意象的創造 西洋現代雕塑常設展                            | 2013-10-24 ~ 2014-10-24 | 竇加、羅丹、亨利摩爾、達利、阿曼 |
| 當代名作 楊炯杕 時光封印                                 | 2013-10-24 ~ 2014-10-24 | 楊炯杕 |
| 創世紀 羅丹與亨利摩爾雕塑展                              | 2013-10-24 ~ 2014-09-14 | 羅丹、亨利摩爾 |
| 從顛覆真實到創造真實 解嚴以後的台灣當代藝術              | 2013-10-24 ~ 2014-03-02 | 黃銘哲、郭振昌、楊茂林、梅丁衍、倪再沁、于彭、黃進河、吳天章、李明則、陸先銘、郭維國、洪天宇、連建興、侯俊明、陳威宏、李足新、沈昭良、陳浚豪、宜德思．盧信、陳傑強、姚瑞中、凃維政 |
| 小小建築師之夢                                           | 2013-10-24 ~ 2014-01-05 | |
| 巨匠名作 徐悲鴻 三馬圖                                   | 2013-10-24 ~ 2013-11-24 | 徐悲鴻 |
| 透視羅丹 羅丹何以欠債不還？                              | 2013-05-30 ~ 2014-05-14 | 羅丹 |

## 外部連結
- （繁體中文）（英文）亞洲大學現代美術館 （页面存档备份，存于）
- 亞洲大學現代美術館 Asia Modern的Facebook專頁